# 18e cérémonie des BET Awards
La 18e cérémonie des BET Awards, organisée par la chaîne Black Entertainment Television a eu lieu le 24 juin 2018 au Microsoft Theater de Los Angeles et a récompensé les meilleurs Afro-Américains et autres minorités dans divers domaines du divertissement au cours de l'année précédente.
La cérémonie a été présentée pour la deuxième fois par l'acteur Jamie Foxx.

## Performances
- Jay Rock - "Win"
- J. Cole, Daniel Caesar et Wale - "Intro" et "Friends"
- Migos - "Walk It Talk It" et "Stir Fry"
- Miguel - "Come Through and Chill" et "Sky Walker"
- Sir (en) - "War"
- Nicki Minaj, YG, 2 Chainz et Big Sean - "Chun-Li", "Rich Sex" et "Big Bank"
- H.E.R. et Daniel Caesar - "Focus" et "Best Part"
- Marsha Ambrosius, Ledisi et Yolanda Adams - Hommage à Anita Baker - "Caught Up in the Rapture", "Sweet Love" et "You Bring Me Joy"
- Meek Mill et Miguel - "Stay Woke"
- Ella Mai - "Boo'd Up"
- Janelle Monáe - "Django Jane" et "I Like That"
- Snoop Dogg - "What's My Name (Who Am I?)" et "The Next Episode"
- Snoop Dogg, Sly Pyper et Tye Tribbett - "Sunrise" et "You"

## Remettants
- Kevin Hart
- LL Cool J
- Yvonne Orji
- Jason Mitchell
- Chloe x Halle
- Bobby Brown
- Trevor Jackson
- Jacob Latimore
- T.I.
- Gabrielle Dennis
- Woody McClain
- Mike Colter
- Amandla Stenberg
- Tyler Perry
- Regina Hall
- Omari Hardwick
- Tika Sumpter
- SZA

## Palmarès
| Album de l'année (Album of the Year) | Album de l'année (Album of the Year) |
| --- | --- |
| - DAMN. – Kendrick Lamar - 4:44 – Jay-Z - Black Panther: The Album – Kendrick Lamar & Various artists - Ctrl – SZA - Culture II – Migos - Grateful – DJ Khaled | |
| Vidéo de l'année (Video of the Year) | Réalisateur de vidéo de l'année (Video Director of the Year) |
| - Drake – "God's Plan" - Bruno Mars featuring Cardi B – "Finesse (Remix)" - Cardi B – "Bodak Yellow" - DJ Khaled featuring Rihanna & Bryson Tiller – "Wild Thoughts" - Kendrick Lamar – "HUMBLE." - Migos featuring Drake - "Walk It Talk It"                                                                                       | - Ava DuVernay - Benny Boom - Director X - Chris Brown - Dave Meyers |
| Meilleure artiste féminine de RnB (Best Female R&B Artist) | Meilleur artiste masculin de RnB (Best Male R&B Artist) |
| - Beyoncé - H.E.R. - Kehlani - Rihanna - SZA | - Bruno Mars - Chris Brown - Daniel Caesar - Khalid - The Weeknd |
| Meilleure artiste féminin de hip-hop (Best Hip-Hop Female Artist) | Meilleur artiste masculin de hip-hop (Best Hip-Hop Male Artist) |
| - Cardi B - Dej Loaf - Nicki Minaj - Rapsody - Remy Ma | - Kendrick Lamar - DJ Khaled - Drake - J. Cole - Jay-Z |
| Meilleure collaboration (Best Collaboration) | Meilleur(e) nouvel(le) artiste (Best New Artist) |
| - DJ Khaled featuring Rihanna & Bryson Tiller – "Wild Thoughts" - Bruno Mars featuring Cardi B - "Finesse (Remix)" - Kendrick Lamar featuring Rihanna – "LOYALTY." - Cardi B featuring 21 Savage – "Bartier Cardi" - DJ Khaled featuring Jay-Z, Future, & Beyoncé – "Top Off" - French Montana featuring Swae Lee - "Unforgettable" | - SZA - A Boogie wit da Hoodie - Daniel Caesar - GoldLink - H.E.R. |
| Meilleur groupe (Best Group) | Choix du téléspectateur Coca-Cola (Coca-Cola Viewer's Choice) |
| - Migos - N.E.R.D - Rae Sremmurd - A Tribe Called Quest - Chloe x Halle | - Cardi B – "Bodak Yellow" - DJ Khaled featuring Rihanna & Bryson Tiller – "Wild Thoughts" - Drake – "God's Plan" - Kendrick Lamar – "HUMBLE." - Migos, Nicki Minaj & Cardi B – "MotorSport" - SZA featuring Travis Scott – "Love Galore" |
| YoungStars Award | BET Her Award |
| - Yara Shahidi - Caleb McLaughlin - Lonnie Chavis - Marsai Martin - Miles Brown - Ashton Tyler | - Mary J. Blige – "Strength of a Woman" - Janelle Monáe – "Django Jane" - Remy Ma featuring Chris Brown – "Melanin Magic (Pretty Brown)" - Leikeli47 – "2nd Fiddle" - Lizzo – "Water Me" - Chloe x Halle – "The Kids Are Alright"         |
| Meilleure actrice (Best Actress) | Meilleur acteur (Best Actor) |
| - Tiffany Haddish - Angela Bassett - Issa Rae - Taraji P. Henson - Lupita Nyong'o - Letitia Wright | - Chadwick Boseman - Denzel Washington - Sterling K. Brown - Michael B. Jordan - Daniel Kaluuya - Donald Glover |
| Meilleur film (Best Movie) | Meilleur(e) artiste de gospel (Best Gospel Artist) |
| - Black Panther - Un raccourci dans le temps - Girls Trip - Mudbound - Detroit | - Lecrae featuring Tori Kelly – "I'll Find You" - Marvin Sapp – "Close" - Ledisi & Kirk Franklin – "If You Don't Mind" - Snoop Dogg featuring B.Slade – "Words Are Few" - Tasha Cobbs Leonard featuring Nicki Minaj – "I'm Getting Ready" |
| Athlète féminine de l'année (Sportswoman of the Year) | Athlète masculin de l'année (Sportsman of the Year) |
| - Serena Williams - Elana Meyers Taylor - Candace Parker - Skylar Diggins-Smith - Venus Williams | - LeBron James - Dwyane Wade - Odell Beckham Jr. - Stephen Curry - Kevin Durant |
| Meilleur artiste international (Best International Act) | |
| - Davido (Nigeria) - Stormzy (UK) - Fally Ipupa (DR Congo) - Cassper Nyovest (South Africa) - Tiwa Savage (Nigeria) - Niska (France) | - Distruction Boyz (South Africa) - Sjava (South Africa) - Stefflon Don (UK) - J Hus (UK) - Dadju (France) - Booba (France) |

## Prix spécial
- Lifetime Achievement Award : Anita Baker
- Humanitarian Award : Mamoudou Gassama
- Ultimate Icon Award : Debra L. Lee (en)
- Shine A Light Award : Brittany Packnett (en)[1]